# Дуб найгостріший
{{#ifeq:0|0|{{#if:|{{#if:Quercusacutissima|[[]}}|}}}}
Дуб найгостріший (Quercus acutissima) — вид дерев роду дуб (Quercus) родини букові (Fagaceae).

## Поширення
Росте в Південно-Східній Азії та в Китаї. Також культивується в Тайвані.

## Опис
Дерево висотою 12—18 метрів. Квіти — однодомні, тобто у квітці є лише жіночі чи чоловічі органи, однак рідко можуть зустрічатися і дводомні.

## Екологія
Дуб найгостріший є кормовою рослиною багатьох членистоногих. На дубі найгострішому живляться 606 видів членистоногих, більшість з яких вважаються шкідниками в Китаї.
Також дерево вражається грибами, як у живому стані, так і мертве. Налічується 96 видів грибів, які асоціюються з дубом найгострішим.

## Різновиди
Існує два різновиди дуба найгострішого:
- Quercus acutissima var. septentrionalis Liou — росте в провінціях Хебей та Шаньдун. Молоді пагони гладкі чи мають рідку пухнастість.
- Quercus acutissima var. depressinucata H.W.Jen et R.Q.Gao — росте на схилах або в долинах на висоті 150–300 метрів у провінції Шаньдун. Жолуді трохи пласкі.